# Coupe Kirin 2008
La Kirin Cup 2008 est la vingt-neuvième édition de la Coupe Kirin. Elle se déroule en mai 2008. Elle oppose le Japon, la Côte d'Ivoire et le Paraguay.

## Résultats
| 22 mai 2008 | Côte d'Ivoire | 1 – 1 | Paraguay   | Nissan Stadium, Yokohama                           |                                                    |
|             | Traoré 74e    |       | Bogado 78e | Spectateurs : 5 197 Arbitrage : Kazuhiko Matsumura | Spectateurs : 5 197 Arbitrage : Kazuhiko Matsumura |
|             | Rapport       |       |            | Spectateurs : 5 197 Arbitrage : Kazuhiko Matsumura | Spectateurs : 5 197 Arbitrage : Kazuhiko Matsumura |

| 24 mai 2008 | Japon      | 1 – 0 | Côte d'Ivoire | Toyota Stadium, Toyota (Aichi)                |                                               |
|             | Tamada 21e |       |               | Spectateurs : 40 710 Arbitrage : Bruno Paixão | Spectateurs : 40 710 Arbitrage : Bruno Paixão |
|             | Rapport    |       |               | Spectateurs : 40 710 Arbitrage : Bruno Paixão | Spectateurs : 40 710 Arbitrage : Bruno Paixão |

| 27 mai 2008 | Japon | 0 – 0 | Paraguay | Saitama Stadium, Saitama                                  |
|             |       |       |          | Spectateurs : 27 998 Arbitrage : Paulo Manuel Gomes Costa |

## Tableau
| Équipe        | Pts | J | V | N | D | Bp | Bc | Dif |
| ------------- | --- | - | - | - | - | -- | -- | --- |
| Japon         | 4   | 2 | 1 | 1 | 0 | 1  | 0  | 1   |
| Paraguay      | 2   | 2 | 0 | 2 | 0 | 1  | 1  | 0   |
| Côte d'Ivoire | 1   | 2 | 0 | 1 | 1 | 1  | 2  | -1  |

## Vainqueur
| Vainqueur Kirin Cup 2008 Japon 9e titre |